# Јирол
Јирол је град у вилајету Ел Бухајрат у Јужном Судану. Налази се око 200 километара северозападно од главног града Џубе на реци Јеј. У Јиролу живи око 8.890 становника.